# Королёв, Михаил Андреевич
Михаил Андреевич Королёв (род. 31 декабря 1978) — российский хоккеист, защитник.

## Биография
Воспитанник московского «Спартака». Чемпион России среди юношей в составе ЦСКА. Дебютировал в первенстве России за САБ-«Спартак-2» в сезоне 1995/96 высшей лиги. Играл за «Кристалл» Саратов (1996/97, 1997/98, 1999/2000, 2006/07 — 2007/08), «Химик» Энгельс (1996/97), «Спартак» и «Спартак-2» Москва (1997/98), «Кристалл-2» Саратов (1997/98), ХК ЦСКА (1998), «Кристалл» и «Кристалл-2» (Электросталь, 1998/99), «Химик» и «Химик-2» (Воскресенск, 1999/2000), «Ривьера» Москва (2000/01), ТХК Тверь (2001/02), «Капитан» Ступино (2002/03), «Велком» Истра (2003/04), «Дмитров» (2004/05 — 2006/07) «Газпром-ОГУ» Оренбург и «Металлург» Медногорск (2007/08).
Участник хоккейного турнира зимней Универсиады 1999.